# 東スポオカルト大賞
東スポオカルト大賞（とうスポオカルトたいしょう）とは、その年1年間で掲載されたオカルトニュースの中から、UMAやUFOなど部門ごとにベストスクープを決定する企画である。

## 概要
2021年の秋口、山口敏太郎と東京スポーツデスク三浦伸治が話し合って、オカルト大賞を実施することを決定した。第1回から第3回までは東京スポーツの会議室で行なわれた。第4回目からは、東京スポーツ居酒屋で開催されることとなった。なお、審査員として中沢健と竹本良が参加しているが、第3回の開催のみ竹本良が欠席している。

## 大賞および各部門受賞

### 第1回（2022年1月1日東京スポーツ掲載）
第1回目ということで、その年のニュースとなったもの以外に、過去の"名作"も対象となっている。
- 大賞 - 「妖怪ゴム人間」
- ベストUMA賞 - 「河童の美脚」[1][2]
- ベストUFO賞 - 透け透けモデル美女風「新型宇宙人」[3]
- オカルト功労賞 - 「ドナルド・トランプ前大統領」
- オカルト映画賞 - 「虚空門 GATE」[4]、「緊急検証！THE MOVIE ネッシーVSノストラダムスVSユリ・ゲラー」
- オカルト新人賞 - 体は熊で犬の顔を持つ「ベア・ドッグ」[5]
- オカルトベストフォト賞 - 「室内にも現れたスカイフィッシュ」、「南極UFO」[6]

### 第2回（2023年1月1日東京スポーツ掲載）
- 大賞 - ロシアの生物兵器「たこ人間」[7]、ウクライナのカッパ妖怪「ヴォジャノーイ」[8]、CIAの「マンモス復活プラン」[9]
- ベストUFO賞 - 身長25cmの「超小型宇宙人」[10]
- ベストUMA賞 - 加古川の「ムッシー」[11]
- オカルトドラマ賞 - 「GODドクター」
- UFO政治賞 - 「浅川義治衆議院議員」
- オカルトイベント賞 - 「宇宙人カラオケ大会」
- オカルトベイビー賞 - 山口敏太郎の息子「太郎くん」
- べスト新人 - 「十和田湖の水中キリスト像」[12]

### 第3回(2024年1月1日東京スポーツ掲載)
- 大賞 - メキシコの「宇宙人のミイラ」[13]
- ベストUFO賞 - 「気球撃墜で！宇宙人と戦争」
- ベストUMA賞 - 「ヒバゴン」プロレスデビュー[14]
- オカルト功労賞 - 「清田益章」
- べスト新人賞 - 心霊写真の「こだま」
- ベストフォト賞 - 「不倫UFO 広末に愛の警告か」
- オカルト番組賞 - 「世界が騒然！本当にあった㊙衝撃ファイル」
- オカルト映画賞 - 「オカルト地蔵」
- オカルト書籍賞 - 「となりのUMAランド‥写真で見る未確認生物図鑑」(中沢健著)、「妖怪VSUMA ＜魔物王＞超バトル図鑑」(山口敏太郎著)
- 竹本良賞 - 「米下院でUFO公聴会『1930年代から墜落機回収』証言」

### 第4回(2025年1月1日東京スポーツ掲載)
- 大賞 - 「怪獣プロレス」
- ベストUFO賞 - 「渋谷区初！『オモカド』屋上でUFO召喚会」
- ベストUMA賞 - 「チキビラ」
- 宇宙演劇賞 - 「ワンダームーン」
- UFO政治賞 - 「浅川義春前衆院議員」
- 竹本良賞 - 「ルイス・エリゾンド」
- オカルト功労賞 - 「緊急検証！第８回紅白オカルト合戦～2024遺言～」
- オカルト書籍賞 - 「H.M.S. 幻想模型世界 UMA-未確認生物-」(中沢健著)、「山口敏太郎の日本怪忌行」(山口敏太郎著)
- オカルト番組賞 - アニメ「ダンダダン」